# Климат Ростова-на-Дону

## Общая характеристика
Климат Ростова-на-Дону — умеренно континентальный, с мягкой зимой и жарким летом (в классификации Кёппена обозначен как Dfa — Влажный континентальный климат с жарким летом). В последние годы наблюдается тенденция к увеличению средних летних и зимних температур, что связано с множеством факторов, в том числе с глобальными изменениями климата.

### Температура воздуха
Средняя температура воздуха в Ростове-на-Дону, по данным многолетних наблюдений, составляет +11 °C. Самый холодный месяц в городе — январь со средней температурой −2,0 °C. Самый тёплый месяц — июль, его среднесуточная температура +24,0 °C. Самая высокая температура, отмеченная в Ростове-на-Дону за весь период наблюдений +41,0 °C (13 июля 2025 года), а самая низкая −31,9 °C (10 января 1940 года).
| Максимальная и минимальная среднемесячная температура | Максимальная и минимальная среднемесячная температура | Максимальная и минимальная среднемесячная температура | Максимальная и минимальная среднемесячная температура | Максимальная и минимальная среднемесячная температура | Максимальная и минимальная среднемесячная температура | Максимальная и минимальная среднемесячная температура | Максимальная и минимальная среднемесячная температура | Максимальная и минимальная среднемесячная температура | Максимальная и минимальная среднемесячная температура | Максимальная и минимальная среднемесячная температура | Максимальная и минимальная среднемесячная температура | Максимальная и минимальная среднемесячная температура |
| Месяц                                                 | Янв                                                   | Фев                                                   | Мар                                                   | Апр                                                   | Май                                                   | Июн                                                   | Июл                                                   | Авг                                                   | Сен                                                   | Окт                                                   | Ноя                                                   | Дек                                                   |
| Самый тёплый, °C                                      | 3,3                                                   | 3,4                                                   | 7,7                                                   | 16,9                                                  | 21,2                                                  | 25,2                                                  | 27,8                                                  | 27,5                                                  | 21,9                                                  | 14,6                                                  | 8,9                                                   | 3,4                                                   |
| Самый холодный, °C                                    | −16,1                                                 | −17,0                                                 | −5,7                                                  | 4,1                                                   | 11,9                                                  | 16,4                                                  | 18,9                                                  | 19,0                                                  | 12,6                                                  | 3,6                                                   | −5,9                                                  | −8,6                                                  |
| ----------------------------------------------------- | ----------------------------------------------------- | ----------------------------------------------------- | ----------------------------------------------------- | ----------------------------------------------------- | ----------------------------------------------------- | ----------------------------------------------------- | ----------------------------------------------------- | ----------------------------------------------------- | ----------------------------------------------------- | ----------------------------------------------------- | ----------------------------------------------------- | ----------------------------------------------------- |

### Осадки, относительная влажность воздуха и облачность
Среднегодовая сумма осадков в Ростове-на-Дону — около 618 мм. Влажность воздуха составляет около 72 %, летом — 62—66 %, а зимой — 77—86 %.
| Относительная влажность воздуха | Относительная влажность воздуха | Относительная влажность воздуха | Относительная влажность воздуха | Относительная влажность воздуха | Относительная влажность воздуха | Относительная влажность воздуха | Относительная влажность воздуха | Относительная влажность воздуха | Относительная влажность воздуха | Относительная влажность воздуха | Относительная влажность воздуха | Относительная влажность воздуха | Относительная влажность воздуха |
| Месяц                           | Янв                             | Фев                             | Мар                             | Апр                             | Май                             | Июн                             | Июл                             | Авг                             | Сен                             | Окт                             | Ноя                             | Дек                             | Год                             |
| Влажность воздуха, %            | 82                              | 80                              | 77                              | 66                              | 62                              | 63                              | 63                              | 61                              | 66                              | 75                              | 84                              | 86                              | 72                              |
| ------------------------------- | ------------------------------- | ------------------------------- | ------------------------------- | ------------------------------- | ------------------------------- | ------------------------------- | ------------------------------- | ------------------------------- | ------------------------------- | ------------------------------- | ------------------------------- | ------------------------------- | ------------------------------- |

Максимум осадков приходится на декабрь, а минимум — на октябрь. В течение года среднее количество дней с осадками — около 161 (от 8 дней в августе до 21 дня в декабре). Самым дождливым месяцем был январь 1920 года, когда выпало 189 мм осадков (при норме 49 мм). Самыми засушливыми месяцами были сентябрь 1909 года и октябрь 1896 года, когда в Ростове - на - Дону осадков не наблюдалось вообще.
Нижняя облачность составляет 4,2 балла, общая облачность — 6 баллов.
| Облачность                | Облачность | Облачность | Облачность | Облачность | Облачность | Облачность | Облачность | Облачность | Облачность | Облачность | Облачность | Облачность | Облачность |
| Месяц                     | Янв        | Фев        | Мар        | Апр        | Май        | Июн        | Июл        | Авг        | Сен        | Окт        | Ноя        | Дек        | Год        |
| Общая облачность, баллов  | 7,2        | 7,2        | 6,9        | 6,4        | 5,6        | 5,0        | 4,3        | 4,0        | 4,5        | 5,8        | 7,5        | 8,1        | 6,0        |
| Нижняя облачность, баллов | 5,6        | 5,4        | 4,9        | 3,8        | 3,2        | 2,8        | 2,7        | 2,5        | 2,7        | 4,1        | 6,2        | 6,8        | 4,2        |
| ------------------------- | ---------- | ---------- | ---------- | ---------- | ---------- | ---------- | ---------- | ---------- | ---------- | ---------- | ---------- | ---------- | ---------- |

| Число ясных, облачных и пасмурных дней при учёте общей облачности | Число ясных, облачных и пасмурных дней при учёте общей облачности | Число ясных, облачных и пасмурных дней при учёте общей облачности | Число ясных, облачных и пасмурных дней при учёте общей облачности | Число ясных, облачных и пасмурных дней при учёте общей облачности | Число ясных, облачных и пасмурных дней при учёте общей облачности | Число ясных, облачных и пасмурных дней при учёте общей облачности | Число ясных, облачных и пасмурных дней при учёте общей облачности | Число ясных, облачных и пасмурных дней при учёте общей облачности | Число ясных, облачных и пасмурных дней при учёте общей облачности | Число ясных, облачных и пасмурных дней при учёте общей облачности | Число ясных, облачных и пасмурных дней при учёте общей облачности | Число ясных, облачных и пасмурных дней при учёте общей облачности | Число ясных, облачных и пасмурных дней при учёте общей облачности |
| Месяц                                                             | Янв                                                               | Фев                                                               | Мар                                                               | Апр                                                               | Май                                                               | Июн                                                               | Июл                                                               | Авг                                                               | Сен                                                               | Окт                                                               | Ноя                                                               | Дек                                                               | Год                                                               |
| Ясных дней                                                        | 4                                                                 | 3                                                                 | 4                                                                 | 4                                                                 | 5                                                                 | 5                                                                 | 8                                                                 | 11                                                                | 8                                                                 | 6                                                                 | 2                                                                 | 2                                                                 | 63                                                                |
| Облачных дней                                                     | 9                                                                 | 9                                                                 | 11                                                                | 14                                                                | 18                                                                | 18                                                                | 19                                                                | 16                                                                | 17                                                                | 14                                                                | 10                                                                | 9                                                                 | 164                                                               |
| Пасмурных дней                                                    | 18                                                                | 16                                                                | 16                                                                | 12                                                                | 8                                                                 | 6                                                                 | 4                                                                 | 5                                                                 | 5                                                                 | 10                                                                | 18                                                                | 21                                                                | 139                                                               |
| ----------------------------------------------------------------- | ----------------------------------------------------------------- | ----------------------------------------------------------------- | ----------------------------------------------------------------- | ----------------------------------------------------------------- | ----------------------------------------------------------------- | ----------------------------------------------------------------- | ----------------------------------------------------------------- | ----------------------------------------------------------------- | ----------------------------------------------------------------- | ----------------------------------------------------------------- | ----------------------------------------------------------------- | ----------------------------------------------------------------- | ----------------------------------------------------------------- |

| Число ясных, облачных и пасмурных дней при учёте нижней облачности | Число ясных, облачных и пасмурных дней при учёте нижней облачности | Число ясных, облачных и пасмурных дней при учёте нижней облачности | Число ясных, облачных и пасмурных дней при учёте нижней облачности | Число ясных, облачных и пасмурных дней при учёте нижней облачности | Число ясных, облачных и пасмурных дней при учёте нижней облачности | Число ясных, облачных и пасмурных дней при учёте нижней облачности | Число ясных, облачных и пасмурных дней при учёте нижней облачности | Число ясных, облачных и пасмурных дней при учёте нижней облачности | Число ясных, облачных и пасмурных дней при учёте нижней облачности | Число ясных, облачных и пасмурных дней при учёте нижней облачности | Число ясных, облачных и пасмурных дней при учёте нижней облачности | Число ясных, облачных и пасмурных дней при учёте нижней облачности | Число ясных, облачных и пасмурных дней при учёте нижней облачности |
| Месяц                                                              | Янв                                                                | Фев                                                                | Мар                                                                | Апр                                                                | Май                                                                | Июн                                                                | Июл                                                                | Авг                                                                | Сен                                                                | Окт                                                                | Ноя                                                                | Дек                                                                | Год                                                                |
| Ясных дней                                                         | 9                                                                  | 8                                                                  | 9                                                                  | 12                                                                 | 14                                                                 | 14                                                                 | 15                                                                 | 18                                                                 | 16                                                                 | 11                                                                 | 6                                                                  | 4                                                                  | 136                                                                |
| Облачных дней                                                      | 10                                                                 | 11                                                                 | 13                                                                 | 13                                                                 | 15                                                                 | 15                                                                 | 15                                                                 | 11                                                                 | 12                                                                 | 13                                                                 | 12                                                                 | 12                                                                 | 152                                                                |
| Пасмурных дней                                                     | 12                                                                 | 9                                                                  | 9                                                                  | 5                                                                  | 2                                                                  | 1                                                                  | 1                                                                  | 2                                                                  | 2                                                                  | 6                                                                  | 13                                                                 | 15                                                                 | 77                                                                 |
| ------------------------------------------------------------------ | ------------------------------------------------------------------ | ------------------------------------------------------------------ | ------------------------------------------------------------------ | ------------------------------------------------------------------ | ------------------------------------------------------------------ | ------------------------------------------------------------------ | ------------------------------------------------------------------ | ------------------------------------------------------------------ | ------------------------------------------------------------------ | ------------------------------------------------------------------ | ------------------------------------------------------------------ | ------------------------------------------------------------------ | ------------------------------------------------------------------ |

### Скорость ветра
Средняя скорость ветра в городе — 3,21 м/с.
| Скорость ветра      | Скорость ветра | Скорость ветра | Скорость ветра | Скорость ветра | Скорость ветра | Скорость ветра | Скорость ветра | Скорость ветра | Скорость ветра | Скорость ветра | Скорость ветра | Скорость ветра | Скорость ветра |
| Месяц               | Янв            | Фев            | Мар            | Апр            | Май            | Июн            | Июл            | Авг            | Сен            | Окт            | Ноя            | Дек            | Год            |
| Скорость ветра, м/с | 3.6            | 3.7            | 3.9            | 3.4            | 2.9            | 2.5            | 2.6            | 2.7            | 2.9            | 3.1            | 3.4            | 3.6            | 3.2            |
| ------------------- | -------------- | -------------- | -------------- | -------------- | -------------- | -------------- | -------------- | -------------- | -------------- | -------------- | -------------- | -------------- | -------------- |

### Атмосферные явления
| Число дней с различными явлениями | Число дней с различными явлениями | Число дней с различными явлениями | Число дней с различными явлениями | Число дней с различными явлениями | Число дней с различными явлениями | Число дней с различными явлениями | Число дней с различными явлениями | Число дней с различными явлениями | Число дней с различными явлениями | Число дней с различными явлениями | Число дней с различными явлениями | Число дней с различными явлениями | Число дней с различными явлениями |
| Месяц                             | Янв                               | Фев                               | Мар                               | Апр                               | Май                               | Июн                               | Июл                               | Авг                               | Сен                               | Окт                               | Ноя                               | Дек                               | Год                               |
| Дождь                             | 10                                | 8                                 | 11                                | 12                                | 11                                | 10                                | 10                                | 8                                 | 8                                 | 10                                | 14                                | 14                                | 126                               |
| Снег                              | 14                                | 13                                | 9                                 | 0,6                               | 0,2                               | 0                                 | 0                                 | 0                                 | 0                                 | 1                                 | 5                                 | 12                                | 55                                |
| Туман                             | 6                                 | 6                                 | 4                                 | 1                                 | 1                                 | 0,5                               | 0,2                               | 0,5                               | 0,7                               | 2                                 | 6                                 | 9                                 | 37                                |
| Гроза                             | 0,1                               | 0,07                              | 0,1                               | 1                                 | 4                                 | 7                                 | 7                                 | 5                                 | 2                                 | 0,4                               | 0,04                              | 0,2                               | 27                                |
| Роса                              | 0,1                               | 0,7                               | 3                                 | 12                                | 14                                | 16                                | 14                                | 14                                | 17                                | 15                                | 6                                 | 0,5                               | 112                               |
| Иней                              | 11                                | 10                                | 10                                | 2                                 | 0,3                               | 0                                 | 0                                 | 0                                 | 0,5                               | 5                                 | 7                                 | 9                                 | 55                                |
| Метель                            | 1                                 | 2                                 | 0,7                               | 0,07                              | 0                                 | 0                                 | 0                                 | 0                                 | 0                                 | 0,04                              | 0,4                               | 0,9                               | 5                                 |
| Позёмок                           | 1                                 | 2                                 | 0,5                               | 0                                 | 0                                 | 0                                 | 0                                 | 0                                 | 0                                 | 0,04                              | 0,2                               | 0,7                               | 6                                 |
| Гололёд                           | 3                                 | 2                                 | 1                                 | 0,1                               | 0                                 | 0                                 | 0                                 | 0                                 | 0                                 | 0                                 | 0,4                               | 3                                 | 10                                |
| Изморозь                          | 3                                 | 2                                 | 0,5                               | 0                                 | 0                                 | 0                                 | 0                                 | 0                                 | 0                                 | 0                                 | 0,3                               | 2                                 | 8                                 |
| Пыльная буря                      | 0                                 | 0,3                               | 0,6                               | 0,5                               | 0,6                               | 0,1                               | 0,2                               | 0                                 | 0,3                               | 0,07                              | 0                                 | 0                                 | 3                                 |
| --------------------------------- | --------------------------------- | --------------------------------- | --------------------------------- | --------------------------------- | --------------------------------- | --------------------------------- | --------------------------------- | --------------------------------- | --------------------------------- | --------------------------------- | --------------------------------- | --------------------------------- | --------------------------------- |

## Климатограмма Ростова-на-Дону
| Показатель                    | Янв.  | Фев.  | Март  | Апр.  | Май  | Июнь | Июль | Авг. | Сен. | Окт.  | Нояб. | Дек.  | Год   |
| ----------------------------- | ----- | ----- | ----- | ----- | ---- | ---- | ---- | ---- | ---- | ----- | ----- | ----- | ----- |
| Абсолютный максимум, °C       | 15,0  | 19,8  | 26,2  | 33,6  | 35,6 | 38,4 | 41,0 | 40,1 | 38,1 | 31,0  | 25,0  | 18,5  | 41,0  |
| Средний суточный максимум, °C | −0,1  | 0,7   | 6,9   | 16,2  | 22,3 | 26,7 | 29,3 | 28,9 | 22,6 | 14,9  | 6,3   | 1,2   | 14,7  |
| Средняя температура, °C       | −3    | −2,3  | 3,1   | 10,8  | 17,0 | 21,6 | 24,0 | 23,3 | 17,1 | 10,3  | 3,1   | −1,3  | 10,3  |
| Средний суточный минимум, °C  | −5,3  | −5,6  | −0,9  | 6,1   | 11,4 | 15,8 | 18,0 | 17,0 | 11,3 | 6,2   | 0,4   | −4    | 5,9   |
| Абсолютный минимум, °C        | −31,9 | −30,9 | −28,1 | −10,4 | −4,3 | −0,1 | 7,6  | 2,6  | −4,6 | −10,4 | −25,1 | −28,5 | −31,9 |
| Норма осадков, мм             | 49    | 48    | 46    | 55    | 53   | 60   | 60   | 51   | 40   | 37    | 48    | 71    | 618   |
| Источник: Погода и климат     |       |       |       |       |      |      |      |      |      |       |       |       |       |

## Изменение климата
Все абсолютные минимумы температуры в Ростове-на-Дону по месяцам были зарегистрированы в XIX—XX веках, в то время как на XXI столетие приходится уже 5 абсолютных максимумов. Следующие месяцы в XXI веке стали самыми тёплыми за историю метеонаблюдений в Ростове-на-Дону: февраль 2002 года, январь 2007 года, март 2008 года, август и ноябрь 2010 года, май 2013 года, февраль 2016 года, декабрь 2017 года, июнь 2019 года, март и октябрь 2020 года, февраль 2022 года, апрель 2024 года. В то же время самые холодные месяцы наблюдались в XX веке (последний раз самым холодным стал ноябрь 1993 года).
| Показатель                                       | Янв. | Фев. | Март | Апр. | Май  | Июнь | Июль | Авг. | Сен. | Окт. | Нояб. | Дек. | Год |
| ------------------------------------------------ | ---- | ---- | ---- | ---- | ---- | ---- | ---- | ---- | ---- | ---- | ----- | ---- | --- |
| Средняя температура, °C                          | −4,7 | −3,8 | 1,5  | 10,7 | 17,2 | 21,0 | 23,1 | 22,1 | 16,7 | 9,2  | 3,8   | −0,9 | 9,7 |
| Источник: Северо-Евразийский Климатический Центр |      |      |      |      |      |      |      |      |      |      |       |      |     |

| Показатель                                       | Янв. | Фев. | Март | Апр. | Май  | Июнь | Июль | Авг. | Сен. | Окт. | Нояб. | Дек. | Год |
| ------------------------------------------------ | ---- | ---- | ---- | ---- | ---- | ---- | ---- | ---- | ---- | ---- | ----- | ---- | --- |
| Средняя температура, °C                          | −2,6 | −3,2 | 2,1  | 10,4 | 17,0 | 21,2 | 23,2 | 22,4 | 16,7 | 9,6  | 2,7   | −0,9 | 9,9 |
| Источник: Северо-Евразийский Климатический Центр |      |      |      |      |      |      |      |      |      |      |       |      |     |

| Среднемесячная температура последних лет | Среднемесячная температура последних лет | Среднемесячная температура последних лет | Среднемесячная температура последних лет | Среднемесячная температура последних лет | Среднемесячная температура последних лет | Среднемесячная температура последних лет | Среднемесячная температура последних лет | Среднемесячная температура последних лет | Среднемесячная температура последних лет | Среднемесячная температура последних лет | Среднемесячная температура последних лет | Среднемесячная температура последних лет | Среднемесячная температура последних лет |
| Месяц                                    | Янв                                      | Фев                                      | Мар                                      | Апр                                      | Май                                      | Июн                                      | Июл                                      | Авг                                      | Сен                                      | Окт                                      | Ноя                                      | Дек                                      | Год                                      |
| 2000 год, °C                             | −3,1                                     | 0,8                                      | 2,6                                      | 13,8                                     | 14,4                                     | 19,7                                     | 23,3                                     | 22,0                                     | 15,3                                     | 8,9                                      | 1,6                                      | 0,8                                      | 10,0                                     |
| 2001 год, °C                             | −0,1                                     | −1,6                                     | 4,6                                      | 11,6                                     | 14,7                                     | 18,6                                     | 26,1                                     | 22,4                                     | 16,7                                     | 8,1                                      | 4,1                                      | −5,6                                     | 10,0                                     |
| 2002 год, °C                             | −4,0                                     | 3,0                                      | 5,8                                      | 9,8                                      | 16,0                                     | 20,0                                     | 26,6                                     | 21,2                                     | 18,3                                     | 9,2                                      | 4,7                                      | −7,9                                     | 10,2                                     |
| 2003 год, °C                             | −2,3                                     | −7,3                                     | -0,6                                     | 8,1                                      | 19,4                                     | 18,5                                     | 21,6                                     | 21,7                                     | 15,9                                     | 10,4                                     | 3,5                                      | −0,7                                     | 9,0                                      |
| 2004 год, °C                             | 0,5                                      | −0,4                                     | 5.0                                      | 9,8                                      | 15,6                                     | 18,3                                     | 20,7                                     | 22,3                                     | 17,1                                     | 9,9                                      | 4,4                                      | −0,4                                     | 10,2                                     |
| 2005 год, °C                             | 0,7                                      | −4,8                                     | −0,5                                     | 11,1                                     | 19,0                                     | 19,9                                     | 22,0                                     | 23,2                                     | 18,6                                     | 10,6                                     | 4,3                                      | 1,5                                      | 10,5                                     |
| 2006 год, °C                             | −10,3                                    | −6,1                                     | 3,9                                      | 11,2                                     | 16,4                                     | 22,2                                     | 22,0                                     | 26,4                                     | 18,4                                     | 11,6                                     | 4,6                                      | 1,6                                      | 10,2                                     |
| 2007 год, °C                             | 3,3                                      | −1,4                                     | 4,6                                      | 9,7                                      | 19,5                                     | 23,4                                     | 25,7                                     | 27,1                                     | 18,9                                     | 12,0                                     | 1,7                                      | −1,7                                     | 11,9                                     |
| 2008 год, °C                             | −6,7                                     | −1,1                                     | 6,7                                      | 12,4                                     | 15,7                                     | 21,1                                     | 23,6                                     | 25,1                                     | 16,2                                     | 11,1                                     | 4,7                                      | −2,5                                     | 10,5                                     |
| 2009 год, °C                             | −4,7                                     | 0,2                                      | 3,5                                      | 9,3                                      | 15,5                                     | 24,0                                     | 25,8                                     | 21,3                                     | 17,8                                     | 12,3                                     | 5,3                                      | −1,0                                     | 10,8                                     |
| 2010 год, °C                             | −5,7                                     | −2,4                                     | 2,3                                      | 10,7                                     | 18,0                                     | 24,1                                     | 26,7                                     | 27,5                                     | 19,1                                     | 8,1                                      | 8,9                                      | 2,5                                      | 11,7                                     |
| 2011 год, °C                             | −4,7                                     | −7,0                                     | 0,6                                      | 9,1                                      | 17,7                                     | 22,4                                     | 26,5                                     | 22,9                                     | 17,3                                     | 9,6                                      | −0,3                                     | 2,3                                      | 9,7                                      |
| 2012 год, °C                             | −4,7                                     | −9,9                                     | -0,2                                     | 14,5                                     | 19,8                                     | 23,6                                     | 25,2                                     | 24,5                                     | 18,5                                     | 13,4                                     | 5,2                                      | −3,4                                     | 10,6                                     |
| 2013 год, °C                             | −1,0                                     | 0,7                                      | 3,0                                      | 11,7                                     | 21,1                                     | 23,7                                     | 24,5                                     | 24,4                                     | 14,6                                     | 8,7                                      | 5,8                                      | −1,0                                     | 11,3                                     |
| 2014 год, °C                             | −3,9                                     | −2,6                                     | 4,7                                      | 10,4                                     | 19,3                                     | 21,0                                     | 24,6                                     | 25,7                                     | 17,4                                     | 8,0                                      | 1,6                                      | -0,6                                     | 10,5                                     |
| 2015 год, °C                             | −2,5                                     | −0,4                                     | 4,5                                      | 10,0                                     | 16,5                                     | 22,6                                     | 24,3                                     | 24,5                                     | 21,6                                     | 7,8                                      | 6,0                                      | 1,8                                      | 11,4                                     |
| 2016 год, °C                             | −4,2                                     | 3,2                                      | 5,5                                      | 13,0                                     | 16,4                                     | 22,5                                     | 24,6                                     | 25,9                                     | 16,3                                     | 7,6                                      | 3                                        | −4,1                                     | 10,8                                     |
| 2017 год, °C                             | −2,7                                     | −2,7                                     | 5,9                                      | 9,8                                      | 16,1                                     | 21,4                                     | 24,4                                     | 26,2                                     | 19,5                                     | 10,0                                     | 3,9                                      | 3,4                                      | 11,3                                     |
| 2018 год, °C                             | −1,1                                     | −1,6                                     | 1,0                                      | 13,0                                     | 19,4                                     | 23,9                                     | 25,7                                     | 24,5                                     | 19,1                                     | 12,8                                     | 0,6                                      | -0,9                                     | 11,4                                     |
| 2019 год, °C                             | −1,6                                     | −0,5                                     | 4,9                                      | 11,6                                     | 19,2                                     | 25,2                                     | 22,6                                     | 23,1                                     | 17,3                                     | 12,4                                     | 4,0                                      | 2,1                                      | 11,7                                     |
| 2020 год, °C                             | 1,2                                      | 0,8                                      | 7,7                                      | 9,3                                      | 15,3                                     | 23,1                                     | 25,2                                     | 23,1                                     | 20,1                                     | 14,6                                     | 3,7                                      | -2,9                                     | 11,8                                     |
| 2021 год, °C                             | -0,9                                     | -2,0                                     | 2,1                                      | 10,1                                     | 18,1                                     | 21,9                                     | 26,5                                     | 24,8                                     | 17,2                                     |                                          |                                          |                                          |                                          |
| ---------------------------------------- | ---------------------------------------- | ---------------------------------------- | ---------------------------------------- | ---------------------------------------- | ---------------------------------------- | ---------------------------------------- | ---------------------------------------- | ---------------------------------------- | ---------------------------------------- | ---------------------------------------- | ---------------------------------------- | ---------------------------------------- | ---------------------------------------- |

На конец XX — начало XXI века, а в особенности на аномально жаркое лето 2010 года, приходится множество температурных максимумов, в то время как температурных минимумов в последнее время почти не наблюдается. Участились также месяцы с обильным количеством осадков.